# Klaverfingre
Udtrykket klaverfingre er egentlig et gammelt udtryk for at have meget lange, tynde fingre. Længden på klaverfingre vil derfor være velegnet til at tage store intervaller på et klaver, samt fungere godt til at spille avancerede og hurtige musikstykker, da fingrene (som det fremgår) ikke vil "snuble" over hinanden pga. tykkelsen – deraf navnet klaverfingre.
Bl.a. klaverkomponisten Chopin var en anerkendt pianist, der var kendt for sine hurtige klaverstykker, men også for sin evne til at sprede sine fingre så bredt, at han kunne tage enorme intervaller. En anden pianist med enorme hænder er den russiske, Rachmaninov. Han kunne nå en oktav plus en sekst. Han kunne også, hvilket er endnu mere imponerende, nå en oktav plus en kvint ved at tage oktaven med 2. og 5. finger, og gå under 5. finger med 1. fingeren og tage kvinten.